# 미토역 (이바라키현)
미토역(일본어: 水戸駅, みとえき)은 일본 이바라키현 미토시에 있는 동일본 여객철도, 가시마 임해 철도의 철도역이다.

## 역 구조
섬식 승강장 4면 8선 형태의 지상역이다. 2번선과 3번선, 4번선과 5번선 사이에 1개씩 중선이 있다. 교상역사를 갖추고 있으며, 구내 북쪽에는 7층 짜리 역 빌딩이 있다.

조반 선 특급 다카하기·이와키방면은 4번선에서 정차한다.

### 승강장
| 1·2 | ■ 스이군선         | 가미스가야 · 히타치다이고 · 고리야마 · 히타치오타 방면             |
| 3·4 | ■ 조반선           | 가쓰타 · 히타치 · 다카하기 · 이와키 · 다쓰타 방면                  |
| 5·6 | ■ 조반선           | 쓰치우라 · 마쓰도 · 우에노 · 도쿄 · 시나가와 방면 (우에노도쿄라인) |
| 5·6 | ■ 미토 선 직통     | 도모베 · 가사마 · 시모다테 · 유키 · 오야마 방면                    |
| 7   | ■ 조반선 특급      | 쓰치우라 · 우에노 · 도쿄 · 시나가와 방면 (우에노도쿄라인)          |
| 8   | ■ 오아라이카시마선 | 오아라이 · 신호코타 · 가시마진구 방면                              |

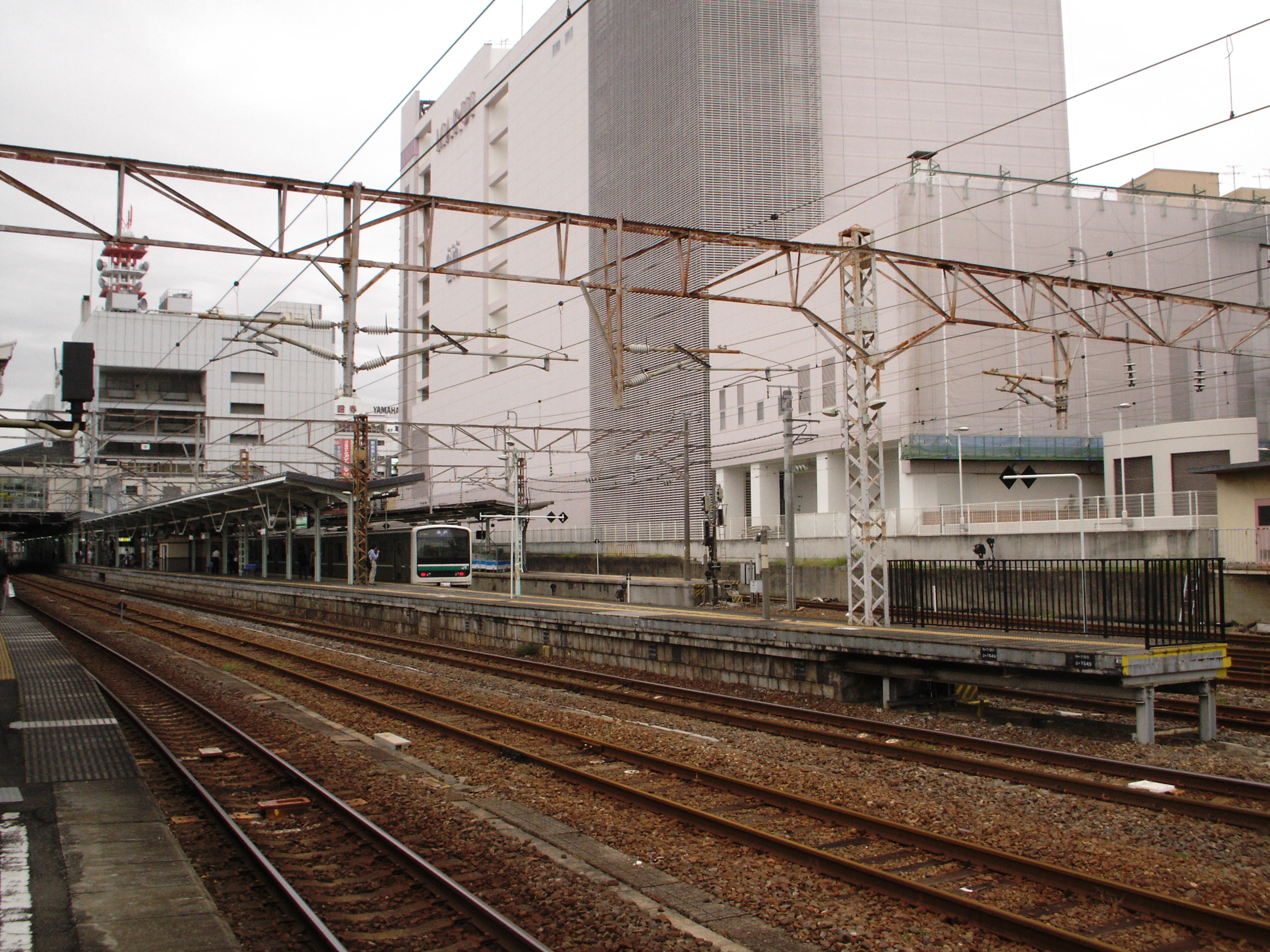
먼 쪽이 1・2번 승강장, 가까운 쪽이 3・4번 승강장
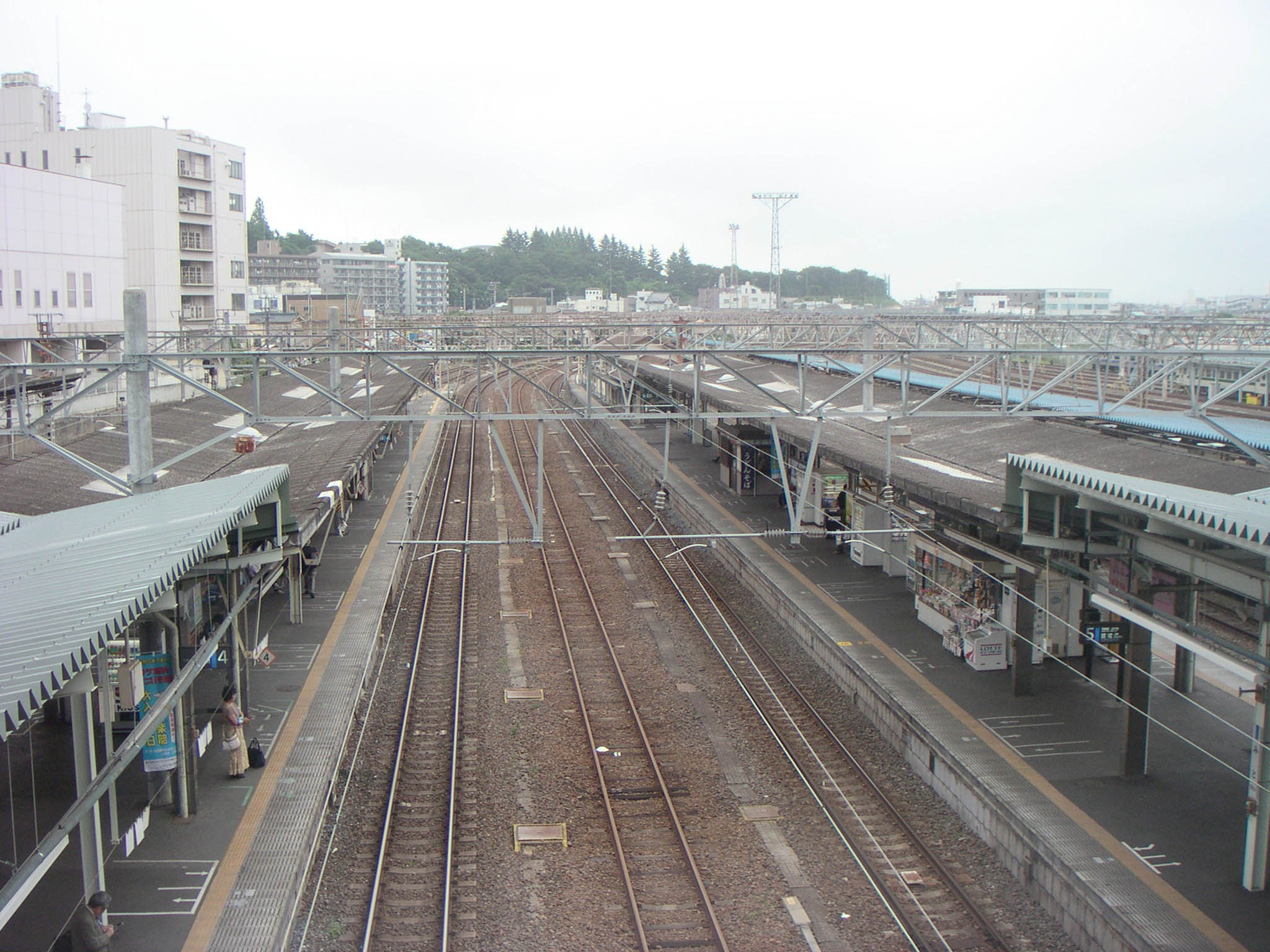
4·5번 승강장
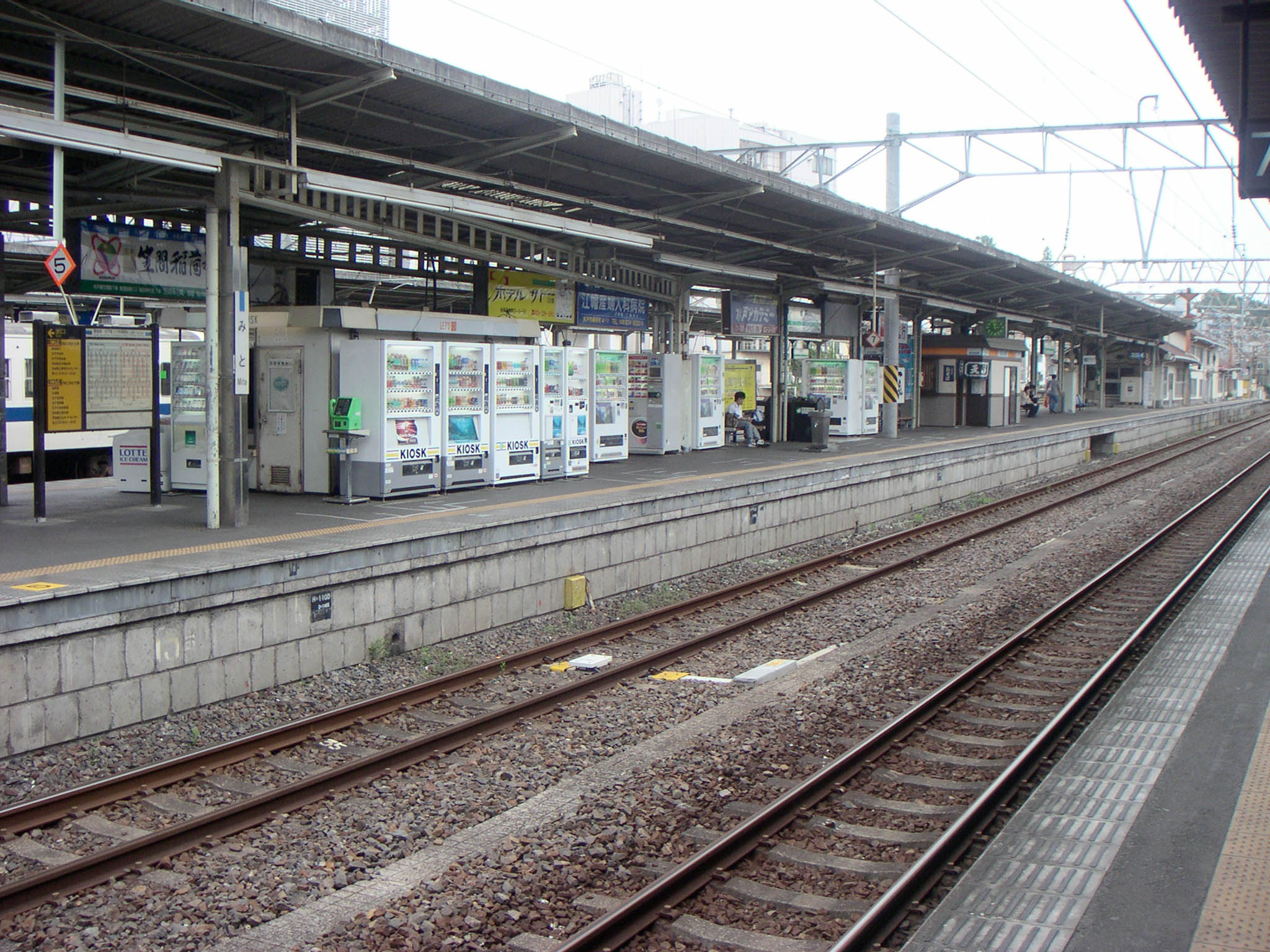
6번선 승강장
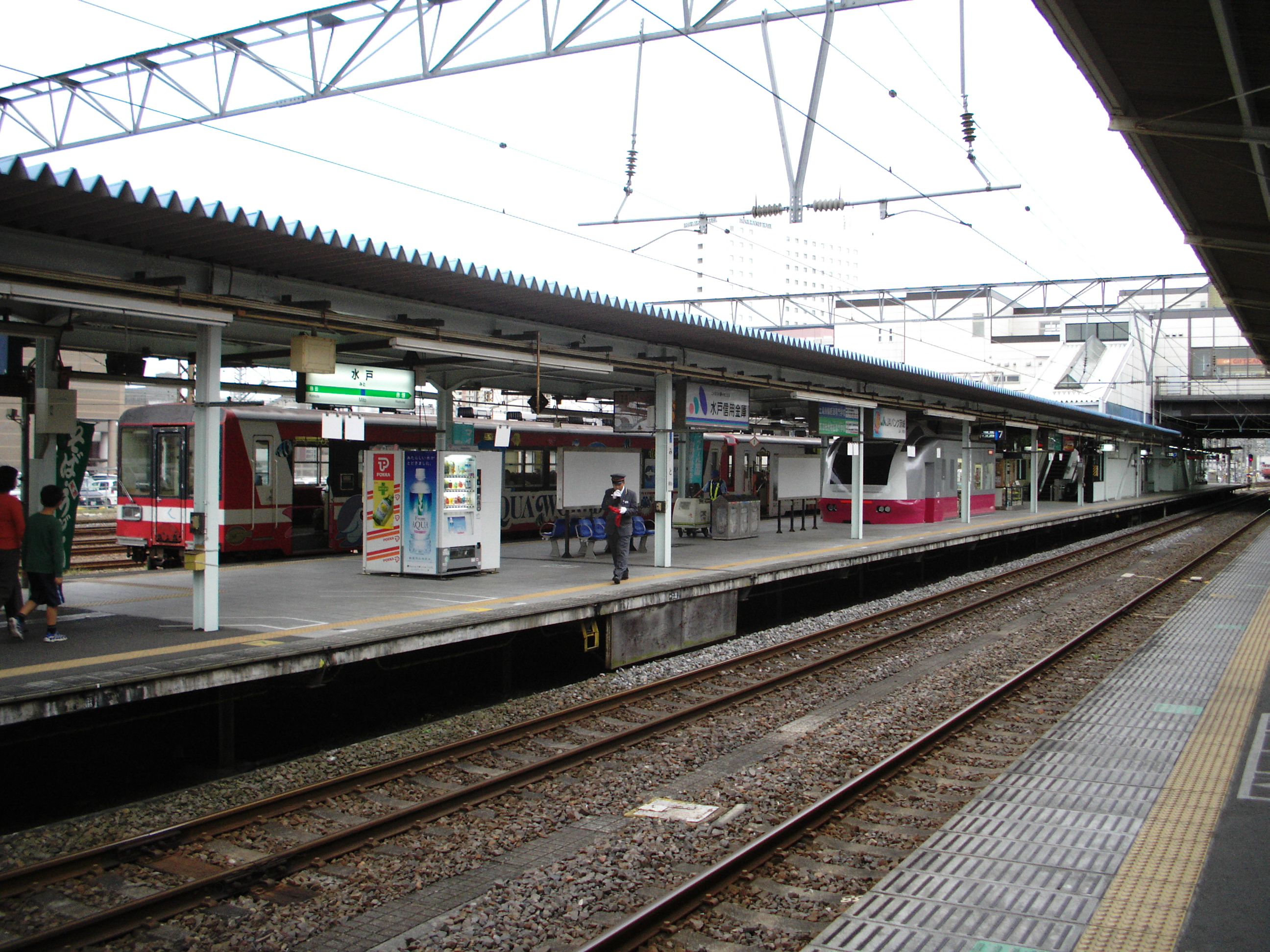
7・8번 승강장
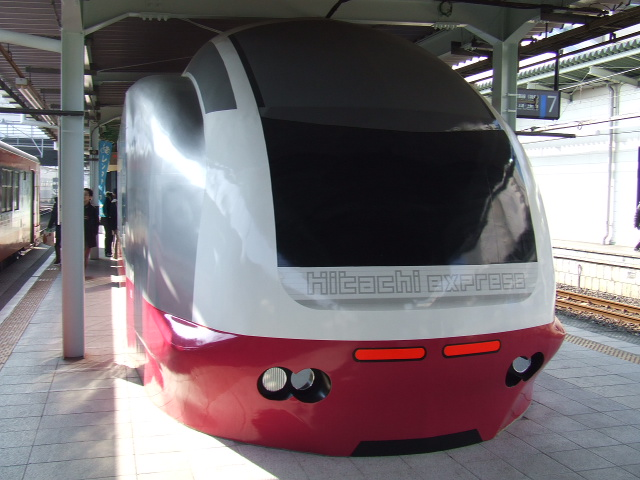
7・8번 승강장의 653계 모형

## 역세권 정보
- 미토 동조궁
- 지나미 호·가이라쿠엔
- 미토시청

## 역사
- 1889년 1월 16일 - 미토 철도선의 종점으로서 개업하였다.
- 1890년 11월 26일 - 미토 철도가 나카가와 화물 취급소까지 노선을 연장하여 중간역이 되었다.
- 1892년 3월 1일 - 미토 철도가 노선을 일본 철도에 양도했다. 1901년 미토 철도에게 노선을 양도했다.
- 1897년 11월 16일 - 오타 철도선 (지금의 스이군선)이 개업했다.
- 1906년 11월 1일 - 일본 철도가 국유화되어 국유철도의 소속이 되었다.
- 1927년 12월 1일 - 미토 철도가 국유화되었다.
- 1984년 2월 1일 - 나카가와 역까지의 화물선이 폐지되었다.
- 1985년 3월 14일 - 가시마 임해 철도 오아라이카시마 선이 개업했다.
- 1987년 4월 1일 - 민영화에 따라 동일본 여객철도의 소속이 되었다.
- 2001년 11월 18일 - 스이카의 사용이 개시되었다.

## 인접역
| 동일본 여객철도                    | 동일본 여객철도     | 동일본 여객철도              |
| ---------------------------------- | ------------------- | ---------------------------- |
| 아카쓰카 시나가와 방면             | ■조반선             | 가쓰타 다카하기 방면         |
| 동일본 여객철도                    |                     |                              |
| 시·종착역                          | ■스이군선           | 히타치아오야기 고리야마 방면 |
| 가시마 임해 철도 오아라이카시마 선 |                     |                              |
| 시·종착역                          | ■ 오아라이카시마 선 | 히가시미토 가시마진구 방면   |